# Колотиевский, Никита Олегович
Никита Олегович Колотиевский (4 марта 2001) — российский футболист, полузащитник.

## Биография
Воспитанник академии футбола имени В. Понедельника (Ростов-на-Дону, до февраля 2016), УОР-5 (Егорьевск, февраль 2016 — апрель 2017), ФШМ ФК «Ростов», апрель — сентябрь 2017. С сезона 2018/19 — в молодёжном составе «Ростова».
В связи со вспышкой коронавирусной инфекции в клубе 19 июня 2020 года был заявлен на матч премьер-лиги против «Сочи», в котором вышел на поле в стартовом составе.
В январе 2018 года сыграл в трёх матчах за сборную России до 17 лет на Кубке развития под руководством Михаила Полишкиса.